# Balesar
Balesar är en ort i Indien.   Den ligger i distriktet Jodhpur och delstaten Rajasthan, i den nordvästra delen av landet, 500 km sydväst om huvudstaden New Delhi. Balesar ligger 254 meter över havet och antalet invånare är 9 552.
Terrängen runt Balesar är platt. Runt Balesar är det ganska tätbefolkat, med 86 invånare per kvadratkilometer. Det finns inga andra samhällen i närheten. Omgivningarna runt Balesar är i huvudsak ett öppet busklandskap.